# Oscar Albrechtsson
Oscar Fredrik Albrechtsson, född 12 november 1910 i Ystad, död 16 juni 1984 i Stockholm, var en svensk fotbollsspelare.
Albrechtsson växte upp i Skåne innan familjen flyttade till Småland, där han tog värvning i armén. I Småland utvecklades han även till en elitgymnast i Eksjös manliga gymnastikavdelning. Men när han flyttade till Stockholm i början av 1930-talet blev det bara fotboll som gällde.
I AIK representerade han främst klubbens reservlag. Albrechtsson enda allsvenska match spelade han den 25 augusti 1935 i en 3–2-bortaförlust mot Landskrona BoIS. Utöver fotbollskarriären har han jobbat på varuhuset Pub, varit officer samt varit egen företagare för ett åkeri.